# 戴克里先浴场圣女苏撒纳堂

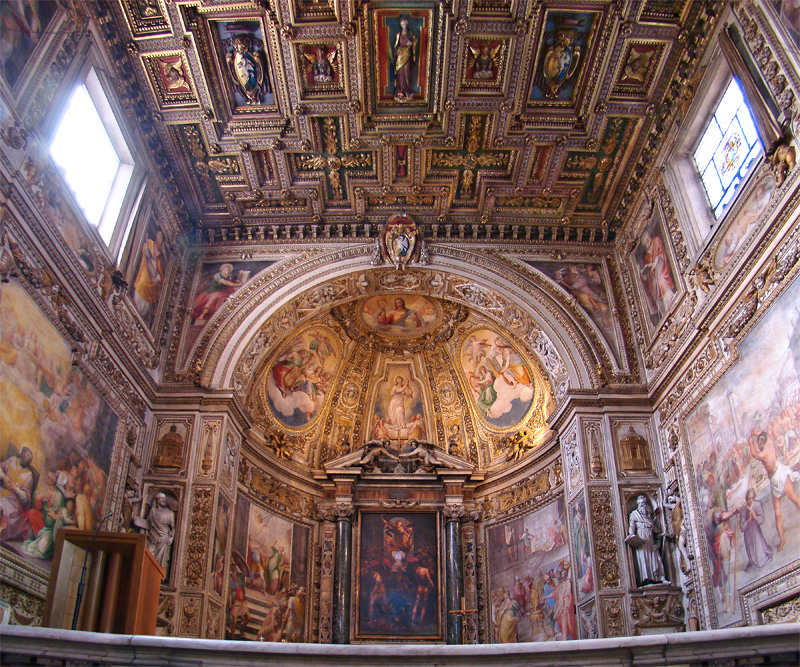
内部

戴克里先浴场圣女苏撒纳堂（義大利語：Chiesa di Santa Susanna alle Terme di Diocleziano），簡稱圣苏珊娜教堂，是一座天主教本堂区圣堂，位于意大利罗马的奎利那雷山，其历史可追溯到约公元280年。现在的圣女苏撒纳堂建于1585年到1603年。該教堂也是司鐸級樞機領銜教堂 。
1921年，本笃十五世授权保禄会修士使用圣女苏撒纳堂作为美国在罗马的国家教堂。美国教友的第一次弥撒在1922年2月26日举行，至今一直为在罗马居住或旅行的美国天主教徒提供英语仪式。

## 历史
约公元280年，在此地点设立了一个早期基督徒礼拜地点，如同许多早期基督徒聚会场所一样，位于教宗加犹和加比诺兄弟的家中，加比诺是圣女苏撒纳的父亲。她最早见于文献记载是作为教会的捐助人，而不是作为一个殉道者。